# Kerk van Niezijl
De Hervormde kerk van Niezijl is een zaalkerkje met dakruiter in Niezijl in de Nederlandse gemeente Westerkwartier.

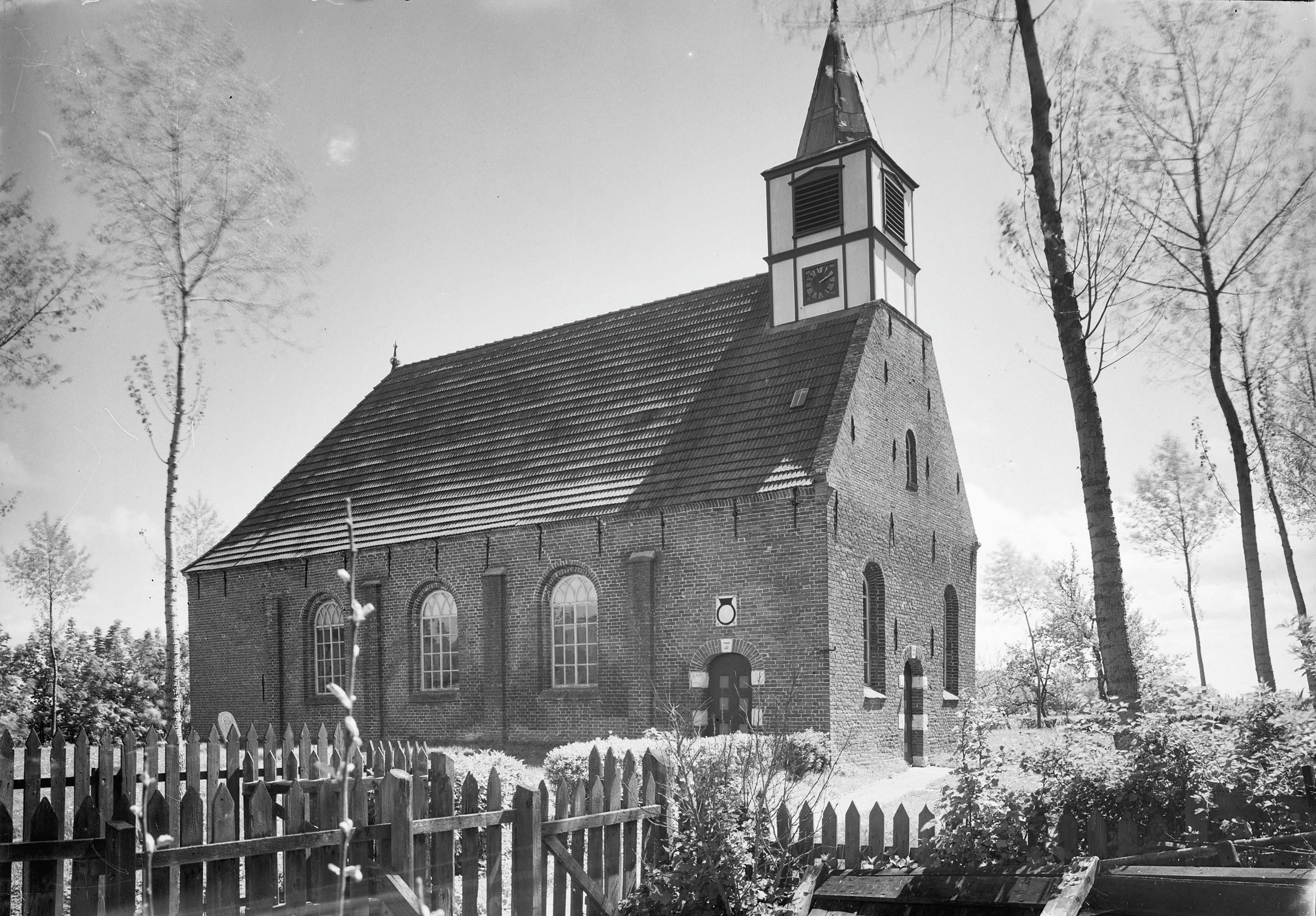

De kerk werd in 1661 gebouwd, ter vervanging van een provisorisch kerkje uit 1651. Getuige de afgehakte wapens in het noordelijke poortje is de Franse Revolutie niet aan Niezijl voorbij gegaan. De preekstoel dateert uit de 17e eeuw. De firma F. Leichel & Zn. uit Arnhem heeft het 18e-eeuwse kerkorgel verbouwd en uitgebreid in 1879. In 1999 werd de kerk overgedragen aan de Stichting Oude Groninger Kerken.